# Scrum
Scrum är ett ramverk för att utveckla, tillhandahålla och underhålla komplexa produkter.

## Bakgrund
Begreppet scrum i mjukvaruutveckling kommer från en artikel 1986 i Harvard Business Review med titeln "The New New Product Development Game" skriven av de japanska ledarskapsforskarna Hirotaka Takeuchi and Ikujiro Nonaka. Baserat på fallstudier från tillverkningsindustri för bilar, kopieringsmaskiner och skrivare beskrev författarna ett nytt angreppssätt inom produktutveckling som anges ge minskad tidsåtgång och större flexibilitet. I rugbyliknande utveckling samarbetar ett tvärfunktionellt team för att göra klart produkten på samma sätt som ett rugbylag spelar tillsammans för att föra bollen uppför planen. Denna typ av arbetsform kontrasterade Nonaka och Takeuchi med mer stafettliknande processer. I dessa färdigställs arbetet i funktionella faser med tydliga överlämningar mellan grupper när arbetet går från en fas till en annan. Författarna utvecklade senare metodiken i boken The Knowledge Creating Company(1995).
Processen tillämpades i början av 1990-talet av Jeff Sutherland och Ken Schwaber vid företaget Easel Corporation och resulterade i en forskningsartikel 1995, och formuleringen av the Manifesto for Agile Software Development 2001.
Scrum är ett sätt att fördela arbetsuppgifter i tiden med bibehållet fokus på levererad affärsnytta. Tanken är att få ordning i projekt med kontinuerliga förändringar i önskemålen om funktion, till exempel att kunden upptäcker ett förbisett problem under provning av en prototyp. Traditionella utvecklingsmetoder bygger på att skriva ned funktionskrav först och implementera dem sedan, men i praktiken kommer ändringar i funktionskrav som skapar oreda i projekten.
Scrum ses av många som en användarcentrerad systemutvecklingsprocess som har fokus på nyttan för de människor som använder systemen. Detta påstående motsägs dock av studier kring hur användare inkluderas i processen.

## Ramverket
Ramverket omfattar tre roller och ett antal beståndsdelar i form av obligatoriska möten och dokument 

### Roller
- Product owner (produktägare)

Tar emot, hanterar och prioriterar önskemål om tillägg och ändringar för en produkt. Produktägaren måste vara en fysisk person.
- Scrum master (scrummästare)

Fungerar som coach för teamet. Säkerställer efterlevnad av processen, synkroniserar mellan aktörer samt avlägsnar hinder för utvecklargruppen. Är ingen direkt ledarroll. 
- Development team (utvecklingsteam)

Utvecklingsteamet är självorganiserande. Det är bra om den täcker så mycket som möjligt av kompetensbehovet. Gruppen bör bestå av 3-9 personer.

### Beståndsdelar
- Product backlog

En samlingsplats för alla önskemål om förändringar av produkten. Ägs och hanteras av produktägaren. Det finns ingen begränsning på antal önskemål. I stället används prioritering. Ju högre prioritet, desto bättre specificerat ska ändringsönskemålet vara.
- Sprint backlog

Den del av en Product backlog som utvecklingsteamet åtar sig att implementera under den kommande sprinten samt den plan som de formulerat för hur de ska göra det.
- Increment (Inkrementet)

Det som skapas i varje sprint. Dvs en existerande körbar produkt som fått ett tillskott av nya egenskaper eller funktioner. Inkrementet är centralt i Scrum. Hela ramverket bygger på att man skapar total transparens i varje sprint. Genom att granska inkrementet och produktbackloggen kan man komma fram till hur man ligger till och vad som är bäst att göra härnäst.
- Sprint

Arbetet delas in i sprintar. Varje sprint, som är mellan 3 och 30 dagar lång, inleds med en planeringssession (Sprint planning) och avslutas med en granskning av genomförda aktiviteter (Sprint review). För att skapa arbetsro undviker man att ändra aktiviteterna som planerats.  Under sprinten sker dagligen Daily scrums. Som sista punkt i en sprint äger en förbättringsaktivitet rum (Sprint retrospective).
- Daily scrum

Ett kort planeringsmöte för utvecklingsteamet. Det får ta maximalt 15 minuter. Utvecklingsteamet inspekterar sin progress så här långt i sprinten och uppdaterar sina planer för resten av sprinten så att de maximerar sina chanser att uppnå sina mål.
Ett vanligt sätt att hålla en daily Scrum är att man använder sig av tre frågor
- Vad har jag gjort sedan igår?
- Vad ska jag åstadkomma till imorgon?
- Vad hindrar mig?

- Sprint review

En från dag ett inplanerad granskning av sprintens resultat. Under granskningen redovisas först status för de i sprinten inplanerade sakerna, därefter demonstreras klar funktionalitet för produktägare, kunder och andra inbjudna intressenter. Syftet är att få in granskningskommentarer från alla deltagare. Speciellt är man intresserad av att veta vad som är klart och inte. Därefter redovisar produktägaren sina planer för framtiden i form av sin produktbacklog och även denna granskas av alla deltagare. 
Resultatet av en sprintgranskning är en ny och uppdaterad produktbacklog som avspeglar alla deltagares bästa uppfattning om hur man ligger till och vad som ska göras härnäst.
- Sprint retrospective

Alla gruppmedlemmar samt Scrum master och produktägare arbetar tillsammans för att lära sig från sprinten som gått. Förbättringar i arbetssättet identifieras, och ett antal saker väljs ut och åtgärdas i kommande sprint.
- Sprint planning

Ett möte där alla ändringsönskemål gås igenom av produktägaren för hela scrum-gruppen. Gruppen bryter ned kraven och estimerar sedan alla aktiviteterna. Slutligen vägs tidsestimaten mot tillgänglig tid och de ändringsönskemål, prioriterade av produktägaren, som gruppen åtar sig att införa under sprinten fastställs och benämns Sprint backlog.